# António Neto Guerreiro
António Manuel Neto Guerreiro (Vila de São Bartolomeu de Messines, Província doe Algarve, Portugal -28 de Setembro de 1928 / Falecimento - 10 de Novembro de 2015) é um romancista e pesquisador de história do Brasil. Nasceu em Portugal e está radicado no Brasil desde 1952.

## Biografia
António Manuel Neto Guerreiro, nasceu dia 28 de Setembro de 1928, em Portugal, na Vila de São Bartolomeu de Messines – Província de Algarve. Com dupla nacionalidade (Portuguesa e Brasileira), é casado, pai de três filhos e avô de seis netos. É Filho de Luis Antonio Guerreiro (agricultor) e Maria Quitéria Neto (Dona de Casa) e Irmão de Maria Hilda e Armindo. Seu pai foi para a França, em busca de uma vida melhor, quando tinha apenas 1 ano de idade e só voltou 13 anos depois. Foi criado pela mãe e pelos avós tendo como fonte de sustento o Avô agricultor.
Aos 21 anos, em plena ditadura Salazarista, por falta de emprego vem para o Brasil, completando seus 22 anos dentro do Navio no qual viajava. Em 24 de Janeiro de 1952 chega no Brasil com o que seriam Cr$100,00 no bolso, instalando-se primeiramente em Niterói, alojando-se na casa de conhecidos e tendo seu primeiro emprego no Brasil em uma empresa de vidro como vendedor.
Em 1957, transferiu-se para São Paulo onde terminou os estudos e fundou a empresa Neto & Cia Ltda em 1960, dedicada ao ramo de ferragens e ferramentas na Vila Mariana. Como seus negócios de ferragens e ferramentas prosperaram, mais tarde montou filiais nas cidades de Campinas e Ribeirão Preto, e em 1961 casou-se com sua esposa, Darcy Ribeiro, tendo, posteriormente três filhos: Luis Carlos, Tânia Cristina e Vera Lúcia.
Já em 1978 formou-se em Direito pela Faculdades Metropolitanas Unidas (FMU), chegando a exercer a advocacia por alguns anos. Por causa do trabalho excessivo e pouco cuidado com a saúde acabou por adoecer, o que o levou a vender a empresa e perder imóveis. Quando adoeceu começou a escrever seu primeiro livro "Portugal - o país da idade moderna e a primeira globalização" em 1989/90, tendo em paralelo a construção do Diplomata Hotel em Campinas (sendo sua fonte de sustento). Após um desafio intelectual feito por um colega que era vice-cônsul de Portugal, escreveu o romance "Heróis Sem Glória". Após escrever este romance, aderiu ao ofício de escritor.

### Cargos Ocupados
Foi Diretor Tesoureiro Geral da Associação Portuguesa de Desportos durante quatro anos consecutivos e foi Secretário da Mesa do Conselho Deliberativo uma gestão; Foi conselheiro do Centro Trasmontano de São Paulo; Foi presidente do Centro Cultural Algarve e Alentejo; Foi conselheiro da Casa de Portugal durante 10 anos; Foi membro da Academia Paulistana de História. Hoje: É conselheiro Vitalício da Associação Portuguesa de Desportos; E é sócio- fundador do Elos Clube São Paulo Sul.

## Obras
Romances:
- Senhor Comendador(2003)
- Heróis sem Glória(2010)
- Viagem para a Liberdade(2011)
- Deixo Meus Milhões ao Diabo(2012)

Ensaios históricos:
- Brasil a construção de um continente(2009)
- Pedro Teixeira e a conquista da Amazônia(2010)
- Portugal – o primeiro país da Idade Moderna e a Primeira Globalização[1]

## Ligações Externas
- http://www.antonionetoguerreiro.com.br/sobre.html
- https://web.archive.org/web/20130423095620/http://www.antonionetoguerreiro.com/